# Ernest John Obiena
Ernest John Uy Obiena, detto E.J. (Manila, 17 novembre 1995), è un astista filippino, detentore del record asiatico nel salto con l'asta.

## Biografia
Figlio di Emerson Obiena, si avvicina al salto con l'asta all'età di dodici anni. Da ragazzino frequenta il Chiang Kai Shek College, istituto per sinofilippini, mentre dal 2014 studia ingegneria elettronica all'Università di Santo Tomás.
Il 20 luglio 2014, nel corso dei PATAFA Weekly Relays, migliora il primato filippino assoluto di un centimetro valicando l'asticella a 5,01 m: il precedente record era stato realizzato da Edward Lasquete durante i Giochi olimpici di Barcellona 1992.
Benché tra i favoriti per la vittoria dell'oro ai XXIX Giochi del Sud-est asiatico, una settimana prima della competizione si procura un infortunio al legamento crociato anteriore ed è costretto a dare forfait.
Si afferma definitivamente a livello internazionale tra il 2022 ed il 2023, conquistando un bronzo ed un argento mondiale e una medaglia d'oro ai Giochi asiatici di Hangzhou.

## Record nazionali

### Seniores
- Salto con l'asta: 6,00 m ( Bergen, 10 giugno 2023)
- Salto con l'asta indoor: 5,91 m ( Rouen, 5 marzo 2022)
- Salto con l'asta indoor: 5,91 m ( Uppsala, 2 febbraio 2023)

## Progressione

### Salto con l'asta
| Stagione | Misura | Luogo       | Data      | Rank. Mond. |
| -------- | ------ | ----------- | --------- | ----------- |
| 2023     | 6,00 m | Bergen      | 26-8-2023 |             |
| 2022     | 5,94 m | Eugene      | 24-7-2022 |             |
| 2021     | 5,93 m | Innsbruck   | 11-9-2021 |             |
| 2020     | 5,80 m | Roma        | 17-9-2020 |             |
| 2019     | 5,81 m | Chiari      | 3-9-2019  |             |
| 2018     | 5,51 m | Zweibrücken | 16-6-2018 |             |
| 2017     | 5,61 m | Leverkusen  | 27-7-2017 |             |
| 2016     | 5,55 m | Singapore   | 29-4-2016 |             |
| 2015     | 5,45 m | Pasig       | 27-9-2015 |             |
| 2014     | 5,21 m | Pasig       | 28-9-2014 |             |
| 2013     | 4,95 m | Manila      | 15-9-2013 |             |

### Salto con l'asta indoor
| Stagione | Misura | Luogo   | Data      | Rank. Mond. |
| -------- | ------ | ------- | --------- | ----------- |
| 2022/23  | 5,91 m | Uppsala | 2-2-2023  |             |
| 2021/22  | 5,91 m | Rouen   | 5-3-2022  |             |
| 2020/21  | 5,86 m | Łódź    | 12-2-2021 |             |
| 2018/19  | 5,40 m | Łódź    | 4-2-2019  |             |
| 2017/18  | 4,90 m | Caotun  | 21-3-2018 |             |
| 2016/17  | 5,43 m | Potsdam | 4-2-2017  |             |
| 2015/16  | 5,40 m | Caotun  | 23-3-2016 |             |
| 2015/16  | 5,40 m | Doha    | 20-2-2016 |             |
| 2013/14  | 5,00 m | Caotun  | 26-3-2014 |             |

## Palmarès
| Anno | Manifestazione              | Sede        | Evento           | Risultato | Prestazione | Note                                     |
| ---- | --------------------------- | ----------- | ---------------- | --------- | ----------- | ---------------------------------------- |
| 2013 | Giochi del Sud-est asiatico | Naypyidaw   | Salto con l'asta | 4º        | 4,90 m      |                                          |
| 2015 | Giochi del Sud-est asiatico | Singapore   | Salto con l'asta | Argento   | 5,25 m      |                                          |
| 2016 | Campionati asiatici indoor  | Doha        | Salto con l'asta | 4º        | 5,40 m      | Miglior prestazione personale stagionale |
| 2017 | Campionati asiatici         | Bhubaneswar | Salto con l'asta | Bronzo    | 5,50 m      |                                          |
| 2018 | Giochi asiatici             | Giacarta    | Salto con l'asta | 7º        | 5,30 m      |                                          |
| 2019 | Campionati asiatici         | Doha        | Salto con l'asta | Oro       | 5,71 m      | Record dei campionati · Record nazionale |
| 2019 | Universiadi                 | Napoli      | Salto con l'asta | Oro       | 5,76 m      | Record nazionale                         |
| 2019 | Mondiali                    | Doha        | Salto con l'asta | 15º (q)   | 5,60 m      |                                          |
| 2021 | Giochi olimpici             | Tokyo       | Salto con l'asta | 11º       | 5,70 m      |                                          |
| 2022 | Mondiali                    | Eugene      | Salto con l'asta | Bronzo    | 5,94 m      | Record asiatico                          |
| 2023 | Campionati asiatici         | Bangkok     | Salto con l'asta | Oro       | 5,91 m      | Record dei campionati                    |
| 2023 | Mondiali                    | Budapest    | Salto con l'asta | Argento   | 6,00 m      | Record asiatico                          |
| 2023 | Giochi asiatici             | Hangzhou    | Salto con l'asta | Oro       | 5,90 m      | Record dei Giochi                        |
| 2024 | Mondiali indoor             | Glasgow     | Salto con l'asta | 9º        | 5,65 m      |                                          |
| 2024 | Giochi olimpici             | Parigi      | Salto con l'asta | 4º        | 5,90 m      |                                          |

## Altre competizioni internazionali
2022
- Oro al Memorial Van Damme ( Bruxelles), salto con l'asta - 5,91 m

2023
- Argento al Bauhaus-Galan ( Stoccolma), salto con l'asta - 5,82 m
- Argento all'Herculis ( Monaco), salto con l'asta - 5,82 m
- Argento al Memorial Van Damme ( Bruxelles), salto con l'asta - 5,92 m
- Argento al Prefontaine Classic ( Eugene), salto con l'asta - 5,82 m

2024
- Bronzo ai Bislett Games ( Oslo), salto con l'asta - 5,72 m
- Bronzo all'Athletissima ( Losanna), salto con l'asta - 5,82 m